# Robert de Bedarieux
Pour les articles homonymes, voir Bedarieux.
Robert de Bédarieux, né Louis Henri Robert Belugou le 10 novembre 1888 à Marennes et mort le 7 mai 1951 dans le 9e arrondissement de Paris, est un poète et écrivain français.

## Biographie

### Jeunesse et famille
Louis Henri Robert Belugou naît en 1888 à Marennes, fils de Alexandre Tiburce François Belugou, pharmacien, et Marie Lucienne Albine Simon, son épouse.
Né en 1921, son fils Gérard Bélugou, interprète à l'âge de 12 ans, sous le nom de Gérard de Bédarieux, l'élève Tabard dans le film de Jean Vigo Zéro de conduite,.

### Carrière
Sous le nom de plume de Robert de Bédarieux, il publie plusieurs recueils de poèmes à partir de 1917, parmi lesquels Le Blé rouge (1919), Stances (1948) ou Des taches humaines (1949).
Il meurt en 1951 à Paris, en son domicile du 4, rue Rossini, sous le nom de Robert Louis Henri Belugou de Bédarieux. Il est inhumé au cimetière parisien de Pantin.

## Publications
- Le Blé rouge (1919)
- Stances (1948)
- Des taches humaines (1949)
- « Anthologie des voix humaines : poèmes », sur gallica.bnf.fr/ark, Aurillac, Pierre Clairac, 1953 (consulté le 27 octobre 2023)